# Tour Bahnorama
La Tour Bahnorama est une tour de Vienne (Autriche) inaugurée le 19 août 2010, haute de 66,72 mètres, point de vue et emblème futuriste et écologique du développement du quartier en construction autour de la nouvelle gare centrale de Vienne. 
Plus de 1600 heures de travail[réf. nécessaire] ont été nécessaires pour l'assemblage et le montage de cette tour en bois imaginée par RAHM Architekten (Vienne). Les architectes se sont inspirés de la tour hertzienne de Gliwice en Pologne bâtie en 1935. L'ensemble de la construction pèse 135 tonnes pour 160 m3 de bois. La tour mesure 8 × 7 m à sa base et se rétrécit à 20 × 20 cm à son sommet. 
Deux ascenseurs panoramiques en verre  mènent les visiteurs sur une plate-forme à 40 m de hauteur. Dominant le nouveau centre d'information de ce projet d'aménagement urbain, son installation a été prévue pour durer 5 ans date de fin de chantier pour la nouvelle gare.

## Source
- (de) Bahnorama - RAHM Architekten - Wien (A) - 2010 - Nextroom - 29 août 2010